# Repression und Sensitization
Repression und Sensitization sind in der Psychologie die beiden Pole einer kontinuierlichen Skala, auf der eine Person hinsichtlich der Wahrscheinlichkeit, über viele Situationen hinweg einer bedrohlichen Situation mit Zuwendung oder Vermeidung zu begegnen, verortet werden kann.
- Represser sind Personen, die mit Bedrohung assoziierte Reize häufig vermeiden oder deren Existenz leugnen.
- Sensitizer hingegen sind Personen, die sich häufiger mit Bedrohung assoziierten Reizen zuwenden, ihnen Aufmerksamkeit schenken, sich also intensiv mit ihnen beschäftigen.

Diese Dimension wird als Persönlichkeitseigenschaft betrachtet.

## Entwicklung des R-S-Konstrukts
Schon Freud differenzierte Personen nach den bevorzugten Abwehrmechanismen, mit denen jene auf Angst reagieren und unterschied „Verdränger“, „Verleugner“, „Rationalisierer“ etc. So kann man Zusammenhänge zwischen dem R-S-Konstrukt und verschiedenen Abwehrmechanismen beschreiben, wie dies z. B. Heinz W. Krohne (1975) macht:
- Repression: Verdrängung, Verleugnung, Verschiebung, psychosomatische Störungen etc.
- Sensitization: Projektion, Isolierung, Intellektualisierung, Kompensation etc.

In der differentiellen Psychologie entwickelte sich das R-S-Konstrukt aus Ergebnissen zu Untersuchungen zum „perceptual-defense-Phänomen“. Dieses beschreibt das Phänomen, dass emotionale Reize in tachistoskopischen Untersuchungen bei einem Teil der Versuchspersonen höhere Erkennungsschwellen haben als neutrale Reize. Bruner und Postman (1947) entdeckten jedoch, dass es auch Personen gibt, die Reizmuster mit hoher emotionaler Implikation schneller erkennen als neutrale Reize. Dieses Phänomen nannten sie „perceptual vigilance“. Es zeigte sich also, dass es interindividuelle Differenzen bei der Reaktion auf emotionale Reize gibt, insbesondere solche, die eine Bedrohung darstellen.
Infolgedessen entwickelten mehrere Autoren Konzepte zur Operationalisierung des R-S-Konstruktes, wie z. B. Byrne (1961) (revidierte Version: Byrne et al. 1963) und in einer deutschen Fassung Krohne (1974). Seine R-S-Skala enthält z. B. Items mit Fragen nach Schüchternheit, Ängstlichkeit, Depressivität, Selbstvertrauen, Müdigkeit, körperlichen Symptomen, negativem Selbstbild etc.

## Neuere Konzepte
Ein Problem des bisher beschriebenen eindimensionalen R-S-Konstrukts ist, dass die Werte der R-S-Skala hoch mit Werten von Ängstlichkeitsinventaren korreliert, was zeigt, dass das R-S-Konstrukt mit dem Ängstlichkeitskonstrukt konfundiert ist. Geringe Werte in der R-S-Skala können bedingt sein durch geringe Ängstlichkeit oder durch habituelle Verdrängungstendenzen ängstlicher Personen in einer bedrohlichen Situation. Analog gilt dies für hohe Werte in der R-S-Skala. Es ergibt sich also die Problematik, dass weder das R-S-Konstrukt noch das Ängstlichkeitskonstrukt für sich alleine valide erfasst werden können.
Um nun die beiden Konstrukte besser trennen zu können, ist man dazu übergegangen, das R-S-Konstrukt zweidimensional zu erfassen. Dies geschieht, in dem man zum einen die Ängstlichkeit einer Person misst und zum anderen ihre Tendenz zur defensiven Vermeidung negativer Emotionen. Letzteres wird typischerweise mit Hilfe einer Skala zur „sozialen Erwünschtheit“ erfasst, da man davon ausgeht, dass Personen, die stark dazu motiviert sind, sich sozial erwünscht zu verhalten, weniger Angst zeigen, da Angst etwas tendenziell sozial Unerwünschtes ist. Represser und Sensitizer sind demnach folgendermaßen definiert:
- Represser zeigen wenig Angst und ein hohes Maß an Angstleugnung, also hohe SDS-Werte (Social Desirability Scale, Mess-Skala für soziale Erwünschtheit).
- Sensitizer zeigen viel Angst und nur eine geringe Tendenz zur Angstleugnung, bzw. zu sozial erwünschtem Verhalten, also geringe SDS-Werte.

Aus der Dichotomisierung dieser zwei Merkmale ergeben sich zwei weitere Einteilungen:
- Personen mit nichtdefensiver Angstbewältigung, die sowohl geringe Angstwerte als auch geringe Werte in der SDS-Skala erzielen.
- Personen mit einer erfolglosen Angstbewältigung, die trotz hoher Angstleugnung hohe Angstwerte zeigen.

Krohne (1986) erfasst das R-S-Konzept in seinem Modell der Bewältigungsmodi kognitionspsychologisch und analysiert die Prozesse der Aufmerksamkeitsausrichtung in bedrohlichen Situationen. Er beschreibt in diesem Zusammenhang zwei Konstrukte, die als voneinander unabhängig betrachtet werden, was faktorenanalytisch auch bestätigt werden konnte:
- Vigilanz: Informationsverarbeitungsstrategie, die auf eine verstärkte Aufnahme und Verarbeitung von bedrohlichen Informationen abzielt.
- Kognitive Vermeidung: Informationsverarbeitungsstrategie, die auf eine Vermeidung von bedrohlichen Reizen abzielt.

Es wird weiter angenommen, dass Menschen in bedrohlichen Situationen zwei generelle Reaktionen zeigen, „Unsicherheit“ und „körperliche Erregung“, und dass sich Menschen dahingehend unterscheiden, inwieweit sie Unsicherheit und körperliche Erregung vertragen können.
Daraus ergeben sich nun vier Arten an Bewältigungsstrategien in bedrohlichen Situationen:
- Personen, die gegenüber Unsicherheit intolerant sind, körperliche Erregung hingegen relativ gut ertragen können, neigen in bedrohlichen Situationen zu vigilantem Verhalten. Sie werden in der Terminologie der R-S-Konstrukts als Sensitizer bezeichnet.
- Personen, die gegenüber körperlicher Erregung intolerant sind, jedoch Unsicherheit relativ gut ertragen können, neigen in bedrohlichen Situationen zu kognitiv vermeidendem Verhalten. Sie werden in der Terminologie der R-S-Konstrukts als Represser bezeichnet.
- Besteht eine Intoleranz sowohl gegenüber Unsicherheit als auch gegenüber körperlicher Erregung, neigt eine Person zu einem wahllosen Hin-und-her-wechseln zwischen beiden Bewältigungsstrategien, da beide negative Auswirkungen für die Person haben. Dies führt zu einem so genannten fluktuierenden Bewältigungsstil. Diese Personen bezeichnet Krohne als erfolglose Bewältiger.
- Kann eine Person sowohl Unsicherheit als auch körperliche Erregung gut ertragen, kann sie – je nach den situativen Bedingungen – Vigilanz oder kognitive Vermeidung als Bewältigungsstrategie einsetzen und zeigt somit ein flexibles Bewältigungsverhalten. Diese Personen bezeichnet Krohne als nichtdefensive Personen.